# Stenophiloscia vandeli
Stenophiloscia vandeli är en kräftdjursart som beskrevs av Matsakis 1967. Stenophiloscia vandeli ingår i släktet Stenophiloscia och familjen Halophilosciidae. Inga underarter finns listade i Catalogue of Life.